# Benjamin Clementine
Benjamin Sainte-Clementine (Crystal Palace, 7 dicembre 1988) è un cantautore, musicista e poeta britannico.
È cresciuto nel nord di Londra prima di trasferirsi in Francia per un periodo di tempo. Durante la sua adolescenza ha vissuto come artista di strada, sino a diventare una figura di culto nella scena musicale e artistica . Ha debuttato nel 2013 in televisione nel programma della BBC “Later with Jools Holland”.
Il quotidiano London Evening Standard lo ha nominato una delle persone più influenti di Londra del 2015 nella classifica The Power 1000 .
Il suo album di debutto At Least For Now ha vinto nel 2015 il Premio Mercury, che Clementine ha dedicato alle vittime dell'attacco terroristico di Parigi di qualche settimana prima.

## Biografia

### I primi anni
Clementine è nato a Crystal Palace, zona residenziale a sud di Londra, ma è cresciuto in una famiglia della classe media a Edmonton, nel nord della città, ultimo di 5 figli. È cresciuto con la nonna e dopo la sua morte si è trasferito con i suoi genitori . Coltivò i suoi primi interessi letterari avvicinandosi alla Bibbia e alla poesia, in particolare quella di William Blake, T.S.Eliot e Carol Ann Duffy. Clementine comincia a suonare il piano a 11 anni come autodidatta, cercando di riprodurre a orecchio le melodie del compositore francese Erik Satie .

### Il trasferimento a Parigi
A 16 anni abbandona la scuola, dopo aver ottenuto scarsi risultati e aver litigato per questo con i genitori. Dopo aver vissuto a Camden Town senza fissa dimora, a 19 anni decide di trasferirsi a Parigi, dove trascorre un certo numero di anni suonando per strada e suonando nei bar e alberghi in Place de Clichy. In quegli anni compone canzoni ispirato dai poeti e dai cantori che era venuto ad ammirare in Francia  e riesce nonostante la situazione a diventare una figura di culto nella scena musicale parigina .  
Dopo quattro anni da vagabondo è scoperto da un agente di spettacolo che gli presenta il suo primo manager. 
Nel 2012, mentre suona durante il Festival di Cannes, incontra Lionel Bensemoun, un magnate francese  con il quale fonda l'etichetta discografica 'Behind' per registrare la sua musica . È stato presentato dalla stampa francese come la révélation anglaise des Francos ("la rivelazione inglese del" "festival" Francofolies) . Clementine alla fine ha firmato un contratto di licenza congiunto tra le case discografiche Capitol, Virgin EMI e Barclay.

## Le prime registrazioni
Il primo EP di Clementine, Cornerstone, è stato pubblicato nel giugno 2013, con tre brani in studio . È stato ristampato nel mese di ottobre 2013, con tre tracce acustiche aggiuntive registrate per il servizio di streaming musicale Deezer . Nello stesso mese ha partecipato allo show televisivo della BBC “Later with Jools Holland” insieme ad altri artisti internazionali e ha ricevuto un forte plauso dalla critica .

## Album in studio
Clementine avrebbe voluto registrare il suo album di debutto, At Least for Now immediatamente dopo il suo primo EP Cornerstone, ma a causa di rapporti contrattuali con l'industria musicale e la sua etichetta gli è stata imposta una attesa strategica di quasi due anni. Durante questo periodo ha deciso di scrivere il proprio dizionario, così come una raccolta di poesie  e brani di musica classica. L'album è stato pubblicato in Europa il 12 gennaio 2015 .  
Il 13 febbraio 2015 ha raggiunto la Top 10 di iTunes in Italia, Olanda, Svizzera, Belgio, Lussemburgo Polonia e Grecia. In Francia, è arrivato al numero 1 della classifica, ha vinto il disco d'oro e il prestigioso premio “Victoires de la Musique” (l'equivalente francese del Grammy Award) come miglior nuovo artista..  At Least for Now  ha ricevuto numerosi riconoscimenti da parte della critica musicale .  Il 15 settembre 2017 esce il nuovo album I Tell A Fly, molto diverso dal precedente. L'album viene anticipato dal brano Phantom of Aleppoville, nel quale Clementine parla di episodi autobiografici di bullismo allo psicoanalista Donald Winnicott.
Il 14 febbraio 2025 pubblica il suo quarto e ultimo album, “Sir Introvert And The Featherweights”, per Preserve Artists. Insieme all'uscita dell'album l'artista ha comunicato la sua intenzione di lasciare il mondo della musica per dedicarsi esclusivamente al cinema.

## Abilità artistiche

### La voce
Clementine è un  tenore spinto : voce calda ed elegante, con timbro pieno, che varia da circa il do un'ottava sotto il do centrale (C3) sino al re un'ottava sopra il do centrale (D5).

### Strumenti
Clementine è un polistrumentista e dichiara una vasta gamma di influenze musicali: Claude Debussy, Erik Satie, Leonard Cohen, Léo Ferré, Nina Simone, Jake Thackray, Jimi Hendrix, Serge Gainsbourg, Aretha Franklin, Lucio Dalla, Giacomo Puccini, Maria Callas, George Brassens e Frédéric Chopin. In una intervista del 2015 ha indicato Nina Simone, Nick Cave e Tom Waits come i suoi eroi . Clementine ha avuto pochi contatti musicali durante la sua formazione, ed è cresciuto come autodidatta.

### Poesia
Clementine dichiara di essere stato influenzato da Sylvia Plath e William Blake, Carol Ann Duffy, James Baldwin, il filosofo John Locke e C. S. Lewis. In un'intervista a “The Times”, Clementine ha dichiarato di odiare William Shakespeare come gli è stato proposto a scuola, e di preferire William Blake . 
A Parigi scopre Guillaume Apollinaire, Charles Baudelaire, Paul Verlaine e Arthur Rimbaud e i poeti-cantanti Léo Ferré, George Brassens, Jacques Brel e Charles Aznavour con il quale ha registrato  You've got to learn .

## Discografia

### Album
- 2015 - At Least for Now  (Behind Records)
- 2017 - I Tell a Fly (Virgin EMI)
- 2022 - And I Have Been (Preserve Artists)
- 2025 - Sir Introvert And The Featherweights (Preserve Artists)

### EP
- 2013 - Cornerstone
- 2014 - Glorious You

### Singoli
- 2013 - Cornerstone
- 2013 - London
- 2013 - I Won't Complain
- 2015 - Condolence
- 2015 - Nemesis
- 2017 - Hallelujah Money (feat. Gorillaz)
- 2020 - Calm Down (come duo The Clementines)

## Filmografia parziale

### Attore
- Dune, regia di Denis Villeneuve (2021)
- Blitz, regia di Steve McQueen (2024)